# چنزق (هریس)
چنزق یکی از روستاهای استان آذربایجان شرقی است که در دهستان مواضع‌خان شمالی بخش خواجه شهرستان هریس واقع شده‌است.